# Фёдоров, Иван Сергеевич
Иван Сергеевич Фёдоров (укр. Іван Сергійович Федоров; род. 29 августа 1988, Мелитополь) — украинский политик, председатель Запорожской областной государственной администрации с 2 февраля 2024 года. Городской голова города Мелитополя с 17 декабря 2020 по 2 февраля 2024 года.

## Биография
Родился 29 августа 1988 года в Мелитополе. Занимал должность заместителя городского головы Мелитополя по вопросам деятельности исполнительных органов совета, депутат Запорожского областного совета.

## Образование
- 2011, Таврический государственный агротехнологический университет, «Экономика предприятия», магистр экономики предприятия;
- 2012, Национальный технический университет Украины «Киевский политехнический институт», «Менеджмент», бакалавр менеджмента;
- 2015, Днепропетровский региональный институт государственного управления Национальной академии государственного управления при Президенте Украины, «Государственное управление», магистр государственного управления.

## Трудовая деятельность
Январь 2010 — май 2013 — директор частного предприятия «Центр компьютерной томографии», г. Мелитополь Запорожской области. Избран депутатом горсовета от Партии Регионов.
Май 2014 — август 2019 — заместитель городского головы по вопросам деятельности исполнительных органов совета исполнительного комитета Мелитопольского городского совета Запорожской области
Август 2019 — октябрь 2019 — директор Департамента транспортной инфраструктуры исполнительного органа Киевского городского совета (Киевская городская государственная администрация)
Ноябрь 2019 — ноябрь 2020 — первый заместитель председателя Запорожской областной государственной администрации.
С 17 декабря 2020 года — Мелитопольский городской голова.
11 марта 2022 года был похищен российскими военными около здания городского кризисного центра и, по словам самого Фёдорова, был помещён в следственный изолятор на территории Мелитополя, где в течение шести дней проводились допросы, касавшиеся обстановки в городе, а также от него требовали сложить полномочия и передать их другому человеку. Генпрокуратуры самопровозглашённых ДНР и ЛНР позже сообщили о возбуждении против Фёдорова уголовных дел за «содействие террористической деятельности». В дальнейшем Фёдоров описал процесс допроса в интервью CNN.
16 марта 2022 года был обменян на девятерых солдат срочной службы российской армии.
С 2 февраля 2024 года — председатель Запорожской областной государственной администрации.

## Награды
- 19 сентября 2017 — благодарность Кабинета Министров Украины. Также получил нагрудный знак за личный вклад в развитие местного самоуправления, высокие профессиональные достижения и добросовестный труд[7].
- 7 декабря 2017 — орден «За заслуги перед Запорожским краем» 3-й степени[8].
- 25 сентября 2020 — орден «За заслуги перед Запорожским краем» 2-й степени[9].
- Орден «За мужество» ІІІ степени (6 марта 2022) — за особый личный вклад в защиту государственного суверенитета и территориальной целостности Украины, мужество и самоотверженные действия, проявленные за время организации обороны населённых пунктов от российских агрессоров[10].